# Edgardo Feletti
Edgardo Feletti (Colle Umberto, 29 maggio 1891 – Mecatea, 30 agosto 1937) è stato un militare italiano, insignito della medaglia d'oro al valor militare alla memoria nel corso delle grandi operazioni di polizia coloniale in Africa Orientale Italiana.

## Biografia
Nacque a Colle Umberto, provincia di Treviso, il 29 maggio 1891, figlio di Bortolo e di Teresa Rosa De Luca. Arruolato nel Regio Esercito frequentò il corso allievi ufficiali di complemento presso il 2º Reggimento bersaglieri venendo nominato sottotenente dell'arma di fanteria l'8 novembre 1914, assegnato in servizio al 6º Reggimento bersaglieri. Posto in congedo il 23 marzo 1915, venne richiamato in servizio attivo un mese dopo e, con il suo reggimento, dal 24 maggio partecipò alle operazioni di guerra contro l'Impero austro-ungarico. Nel marzo del 1916 venne promosso tenente e il 1º aprile 1917 capitano. Rientrato al deposito del 6º Reggimento bersaglieri nell'agosto 1919, trasferito in servizio permanente effettivo per merito di guerra e decorato con una medaglia di bronzo al valor militare, dopo vari anni trascorsi fra il reggimento e il Distretto militare di Sacile, venne promosso maggiore nel 1932 e nominato capo dell'ufficio amministrazione dell'8º Reggimento bersaglieri. Tre anni più tardi, il 2 giugno 1935, partiva per l'Eritrea perché destinato alle truppe mobilitate in Africa Orientale in vista dell'inizio della guerra d'Etiopia e sbarcato a Massaua il 13 dello stesso mese assunse il comando del XXV Battaglione dell'8º Gruppo eritreo. Cadde in combattimento a Mecatea, nella Regione degli Amara, il 30 agosto 1937, venendo successivamente insignito della medaglia d'oro al valor militare alla memoria. La vicenda della sua morte è narrata dal racconto La colonna Feletti di Giuseppe Berto. A lui è dedicata una strada del paese natale, via Capitano Edgardo Feletti.